# Shkreli (stam)

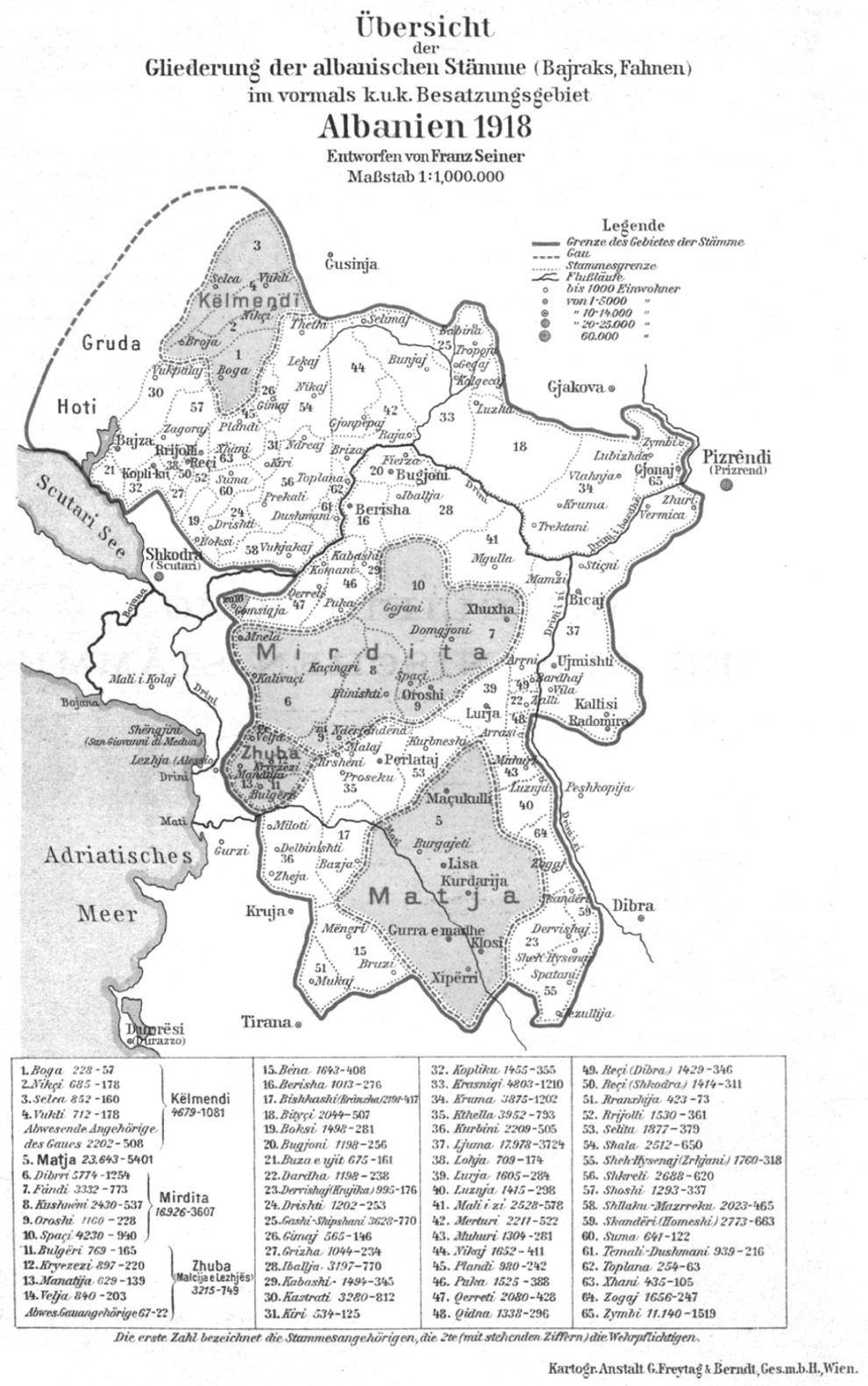
Shkreli nummer 57.

Shkreli, (albanska: Shkreli, bosniska: Skrijelj) är en historisk stam och region i Malsia e Madhe i norra Albanien. Shkreli var en stam som bestod av en enda klan.

## Historia
Shkreli nämns för första gången 1416 som Shkreli.[källa behövs]
Efter den osmanska ockupationen av Albanien emigrerade delar av Shkreli i 1700-talet till Rugova nära Peja, Kosovo och till Sandžak regionen i dagens Montenegro och Serbien. Under tiden konverterade nästan alla till Islam, speciellt de i Sandžak där de även assimilerades och kallar sig i dag för bosnier.[källa behövs]

## Antropologi
Det finns olika teorier om Shkrelis ursprung:
- Enligt Edith Durham kommer de från Bosnien[2]
- Enligt Carleton S. Coon kom de från Bosnien 1600-talet.[3][4][5]
- Enligt Hyacinthe Hecquard kommer de från en albansk famil från Peja, vars ledare hette Kerli.[2]
- Enligt Franz Nopcsa kommer de från Novi Pazar.[6]

## Demografi
I en rapport 1614, skriven av Mariano Bolizza, fanns det 20 hushåll och 43 män redo för strid, ledda a Gjon Porubba.

## Galleri

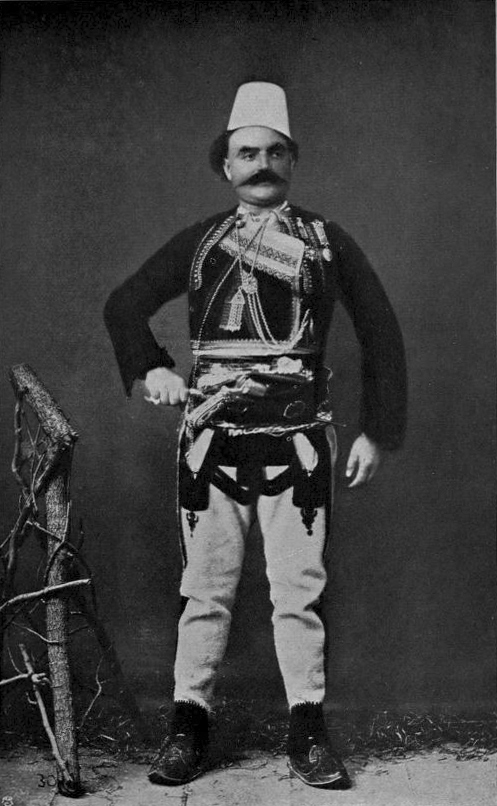
Shkrelis stamledare 1906.
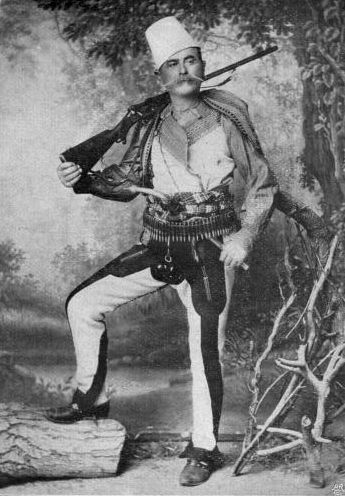
Man från Shkreli 1906.
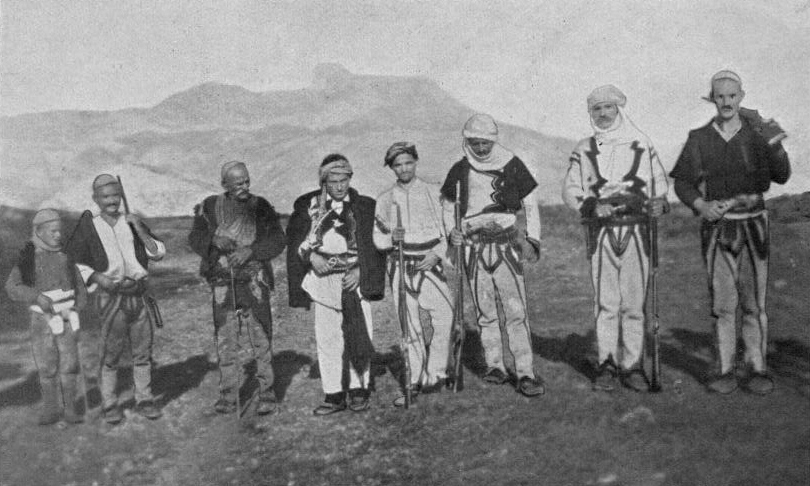
Män från Shkreli 1906.
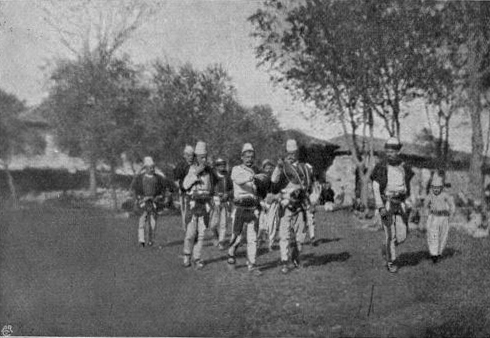
Män från Shkreli 1906.
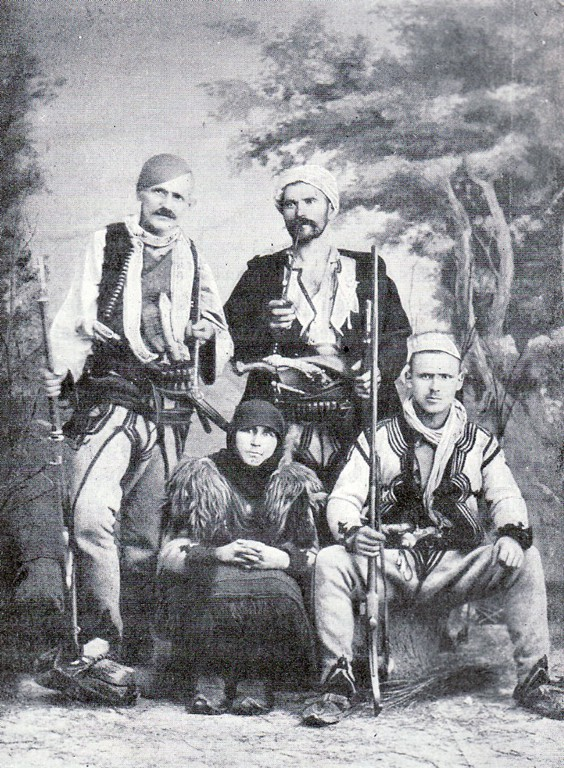
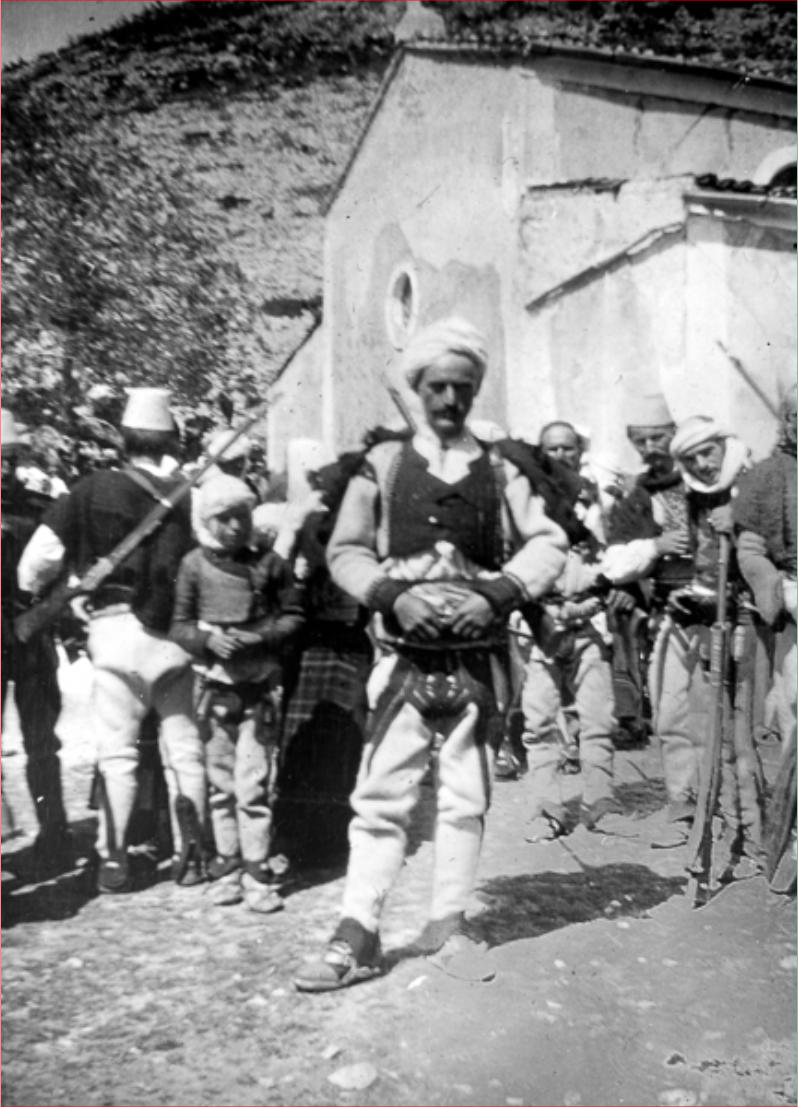

## Kända personer från Shkreli
- Martin Shkreli - amerikansk entreprenör
- Azem Shkreli - kosovansk poet